# 40-й гвардейский инженерно-сапёрный полк
40-й гвардейский инженерно-сапёрный Краснознамённый полк (40 гв. исп) — тактическое формирование инженерных войск Российской Федерации. Полк входит в состав 41-й общевойсковой армии Центрального военного округа и создан 1 декабря 2020. Единственный в Западной Сибири инженерно-сапёрный полк.
До 2012 года — 200-й отдельный учeбный сaмоходный aртиллeрийский дивизион 242 учeбного цeнтрa по подготовкe спeциaлистов для ВДВ. В/ч 22184.
Пункт постоянной дислокации — г. Ишим, Ишимского района Тюменской области, ул. Карла Маркса, д. 5. В/ч 14330.

## Состав полка
По состоянию на конец 2020 года численность полка оценивается в 200 человек с планом увеличения численность в дальнейшем до 500 человек.
В состав полка входит:
- инженерно-саперный батальон;
- понтонно-переправочный батальон;
- инженерно-технический батальон;
- структуры обеспечения.

## Техника
Техника полка включает 130 единиц военной техники:
- путепрокладчики БАТ-2;
- инженерные машины разграждения;
- плавающие транспортеры;
- буксирно-моторный катер БМК-460;
- машины МДК-2, МДК-3;
- комплекты тяжелых механизированных мостов ТММ;
- установки разминирования УР-77.

## Награды и почётные наименования
- Почётное наименование «гвардейский» (03 января 2024 года) — «за массовый героизм и отвагу, стойкость и мужество, проявленные личным составом полка в боевых действиях по защите Отечества и государственных интересов в условиях вооружённых конфликтов»[7]
- Орден Красного Знамени[4]

## Боевые потери
Полк принимал участие в нападении России на Украину, наступая с северо-восточного направления. Во время вторжения на Украину погиб начальник штаба подполковник Корник Александр Викторович (31 июля 1982 — 2 марта 2022).

## Цензура в России
После российского вторжения на Украину российский суд, по заявлениям военного прокурора, запретил статью о 40 гв. исп. в Русской Википедии так как эта статья содержит «служебную тайну в области обороны». В апреле 2023 года московский суд оштрафовал «Фонд Викимедиа», на 2 млн. рублей за отказ удалить статью о полке.